# Olympische Sommerspiele 2000/Teilnehmer (Republik Kongo)
| Gelbes Symbol für Goldmedaillen mit stilisierten Olympischen Ringen | Graues Symbol für Silbermedaillen mit stilisierten Olympischen Ringen | Braundes Symbol für Bronzemedaillen mit stilisierten Olympischen Ringen |
| ------------------------------------------------------------------- | --------------------------------------------------------------------- | ----------------------------------------------------------------------- |
| —                                                                   | —                                                                     | —                                                                       |

Die Republik Kongo nahm an den Olympischen Sommerspielen 2000 in der australischen Metropole Sydney mit fünf Athleten, zwei Frauen und drei Männern, teil.
Seit 1964 war es die achte Teilnahme der Republik Kongo an Olympischen Sommerspielen.

## Flaggenträger
Der Schwimmer Marien Michel Ngouabi trug die Flagge der Republik Kongo während der Eröffnungsfeier im Stadium Australia.

## Übersicht der Teilnehmer

### Judo
- Kevin Ngapoula-Mbembo (in der ersten Runde ausgeschieden)

### Leichtathletik
Männer
- Benjamin Youla
400 m: 47,54 s (nicht für die nächste Runde qualifiziert)

Frauen
- Léontine Tsiba
800 m: 2:04,08 min (nicht für die nächste Runde qualifiziert)

### Schwimmen
Männer
- Marien Michel Ngouabi
100 Meter Freistil: 1:00,39 min (nicht für die nächste Runde qualifiziert)

Frauen
- Clara Monika Bakale
100 Meter Freistil: 1:16,36 min (nicht für die nächste Runde qualifiziert)